# Dramat

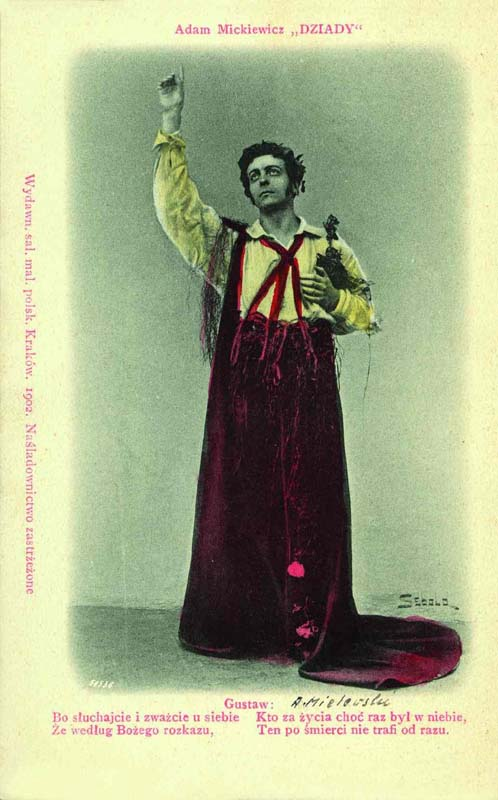
Inscenizacja dramatu Dziady

Dramat (z gr. δρᾶμα drâma, czyli „działanie, akcja”) – jeden z trzech rodzajów literackich (obok liryki i epiki). Jest to właściwie rodzaj sztuki na granicy teatru i literatury.

## Charakterystyka
Dzieło dramatyczne zaliczane jest do literatury jedynie w warstwie słownej, natomiast w swojej realizacji widowiskowej należy do wielotworzywowej sztuki teatru. W dziele dramatycznym nie występuje podmiot literacki lub jego rola jest ograniczona do minimum, świat przedstawiony jest opisywany poprzez działania i wypowiedzi w pełni usamodzielnionych postaci. Akcja w klasycznych formach dramatu jest wyraźnie zarysowana i ma ustalony tok przebiegu (od przedstawienia, poprzez rozwinięcie, perypetię, punkt kulminacyjny, a skończywszy na rozwiązaniu).
Postacie występujące w dramacie są charakteryzowane poprzez czyny i słowa, które wypowiadają (charakterystyka pośrednia), a ich wzajemne relacje ustalane są poprzez ich udział w akcji. Obok tekstu głównego (dialogi i monologi dominujące w dramacie) mogą występować didaskalia (tekst poboczny), które wprowadzają różnego rodzaju uwagi odautorskie, dotyczące głównie sposobu inscenizacji dzieła.
Jako utwór literacki dramat charakteryzuje się przede wszystkim tym, że jest tworzony w celu realizacji scenicznej. Wyróżnia się przy tym również dramaty niesceniczne, nieprzeznaczone do wystawiania (np. ze względu na ograniczenia techniczne lub kompozycję utworu). Granice między dramatami scenicznymi i niescenicznymi są jednak płynne: pierwotnie uważano dramaty romantyczne za niesceniczne, podczas gdy dziś Dziady Adama Mickiewicza są jednym z najczęściej wystawianych dramatów.
Współczesny dramat zbudowany jest z aktów, które dzielą się na sceny i odsłony.